# 西村卯
西村 卯（にしむら う（しげる）、明治16年（1883年）6月27日 - 昭和46年（1971年）5月17日）は、日本の検察官、弁護士。勲二等。鳥取県士族。鳥取県米子市内町出身。
外科医中村徳吉の実兄。鳥取県士族西村佐司衛の長男

## 略歴
- 1910年 - 東京帝国大学独法科卒業 司法官試補
- 1912年 - 検事
- 1913年 - 東京区裁判所検事
- 1916年 - 長野区裁判所検事
- 1918年 - 伊那区裁判所検事
- 1919年 - 新発田区裁判所検事
- 1920年 - 宇都宮地方裁判所検事
- 1921年 - 横浜地方裁判所検事
- 1923年 - 横浜区裁判所検事
- 1924年 - 横浜地方裁判所検事
- 1927年 - 東京控訴院検事
- 1930年 - 名古屋控訴院検事
- 1932年 - 高等官二等 山形地方裁判所検事正
- 1934年 - 函館地方裁判所検事正
- 1936年 - 水戸地方裁判所検事正
- 1938年 - 大審院検事 横浜地方裁判所検事正
- 1945年 - 退官
- 1946年 - 弁護士を開業する

## 人物像
趣味は弓道、謡曲、和歌

## 家族・親族
- 妻・カツ（静岡、金田和三郎二女[2]）

明治26年（1893年）7月生 - 没
- 男・武夫（池貝鉄工所社員[2]）

大正3年（1914年）8月生 -
- 女[2]

## 関連
- 士族
- 中村徳吉